# Jan Jonah Plock
Jan Jonah Plock (27 de mayo de 1998) es un deportista suizo que compite en remo. Ganó una medalla de plata en el Campeonato Europeo de Remo de 2024, en la prueba de cuatro scull.

## Palmarés internacional
| Campeonato Europeo | Campeonato Europeo | Campeonato Europeo | Campeonato Europeo |
| Año                | Lugar              | Medalla            | Prueba             |
| ------------------ | ------------------ | ------------------ | ------------------ |
| 2024               | Szeged (Hungría)   | Medalla de plata   | Cuatro scull       |